# Pipistrellus wattsi
Pipistrellus wattsi (Kitchener, Caputi, & Jones, 1986) è un pipistrello della famiglia dei Vespertilionidi endemico della Nuova Guinea.

## Descrizione

### Dimensioni
Pipistrello di piccole dimensioni, con la lunghezza della testa e del corpo tra 34,5 e 40,7 mm, la lunghezza dell'avambraccio tra 28 e 32,8 mm, la lunghezza della coda tra 19,4 e 31,6 mm, la lunghezza del piede tra 5,4 e 8,1 mm, la lunghezza delle orecchie tra 9,4 e 12 mm e un peso fino a 3,4 g.

### Aspetto
Le parti dorsali sono brunastre, mentre le parti ventrali sono giallo-rosate. La base dei peli è ovunque nera. Il muso è largo, con due masse ghiandolari sui lati. Gli occhi sono piccoli Le orecchie sono larghe, arrotondate e ben separate tra loro. Il trago è curvato in avanti, con la punta arrotondata e un lobo triangolare alla base posteriore.  Le membrane alari sono bruno-nerastre e attaccate posteriormente alla base del quinto dito del piede. La coda è lunga ed inclusa completamente nell'ampio uropatagio, il quale è leggermente ricoperto di peli giallo-rosati.

## Biologia

### Comportamento
Si rifugia in piccoli gruppi fino a 20 individui sotto i tetti di edifici.

### Alimentazione
Si nutre di insetti catturati in volo.

## Distribuzione e habitat
Questa specie è diffusa nella parte sud-orientale di Papua Nuova Guinea e sull'isola di Samarai.
Vive nelle pianure costiere fino a 200 metri di altitudine.

## Conservazione
La IUCN Red List, considerato che si tratta di una specie adattabile che sopravvive in habitat disturbati sebbene l'areale sia limitato, classifica P.wattsi come specie a rischio minimo (Least Concern)).